# カラカウア
デイヴィッド・カラカウア（David Kalākaua、1836年11月16日 - 1891年1月20日）は、ハワイ王国の第7代国王である。正式名は David La‘amea Kamanakapu‘u Mahinulani Nalaiaehuokalani Lumialani Kalākaua で、名字の発音は「カラーカウア」に近い。1874年2月12日からサンフランシスコで亡くなるまで国王の座にあった。また、史上初めて日本を訪れた外国の国家元首でもある。

## 生涯

カラカウア

カラカウアは、カメハメハ5世が跡継ぎを指名しないまま亡くなったあと、1872年の国王選挙に臨んだが、この時にはより知名度が高く革新的であったルナリロに敗れている。しかしルナリロ王は1874年2月3日にやはり後任を指名せず逝去したため、カラカウアは翌日2月4日に国王に立候補、カメハメハ4世の未亡人であるエマ王妃を破り、国王に選出された。この選挙でエマの支持者が暴動を起こし死者を出している。カラカウアはアメリカとイギリスの海軍の力を借りて、この暴動を鎮圧した。カラカウア王は弟のウィリアム・ピット・レレイオホクを跡継ぎに指名したため、選挙によって国王を選出する時代は終わりを告げた（ただしレレイオホクはリューマチ熱のためカラカウアより先に世を去る）。
カラカウア王はハワイ経済のためアメリカ合衆国との交渉を積極的に行い、1874年11月には自らワシントンに出向きグラント大統領と会っている。1875年3月には、ハワイの産品である砂糖や米の輸入自由化を認めさせるところまでこぎつけた。
1881年にカラカウア王は、移民問題について学びまた外交関係を改善するためハワイを発ち、サンフランシスコを経て日本、中国（清）、シャム、ビルマ、インド、エジプト、イタリア、ベルギー、ドイツ、オーストリア、フランス、スペイン、ポルトガル、イギリスを歴訪し、アメリカを経由してハワイに戻った。初の外国元首の来日となった日本では明治天皇と会見し、移民の要請およびカイウラニ王女と山階宮定磨王（のちの東伏見宮依仁親王）の政略結婚を要請した（後者は日本政府に断られた）ほか、ローマ教皇のレオ13世やイギリス女王のヴィクトリア女王とも会っている。カラカウア王の留守のあいだは妹のリリウオカラニが摂政として統治にあたった。
カラカウア王はポリネシア帝国を建設する構想を抱いていた。1886年にはポリネシア連合形成のために3万ドルの予算を確保し、サモアのマリエトア王とポリネシア連合成立の合意に至っている。しかしながら、翌1887年のクーデターでこの構想は消滅する。
1887年、サンフォード・ドールらアメリカ系移民を中心として、カラカウアの退位もしくは王政自体の廃止とアメリカ合衆国への併合を求める声が高まり、ハワイ連盟を結成して銃を取って集結した。これを恐れたカラカウア王は交換条件として新しい憲法を受け入れざるを得なくなった。これが銃剣憲法である。この憲法は実質的に富裕なアメリカ系移民の参政権を大幅に認めるものであり、カラカウア王は実質的な権力の多くを失った。これに対してハワイ人軍人ロバート・ウィリアム・ウィルコックスによる抵抗もあったが失敗に終わった。
1890年にカラカウア王はアルコール依存症によって体調を崩し、医者の薦めでサンフランシスコへ移る。1891年1月20日に逝去。彼の死後は、ハワイ王国最後の女王となる妹のリリウオカラニが跡を継いだ。
カラカウアはその華やかな生活からメリー・モナーク（陽気な君主）とあだ名されていて、キリスト教宣教師によって禁止されていたフラを復活させたのは彼の功績で、現在ハワイ島で毎年フラの大会「メリー・モナーク・フェステバル」が開催されている。また、彼がホノルルに建設したイオラニ宮殿と、クアキニがハワイ島に建設してカラカウアが改修したフリヘエ宮殿がアメリカ合衆国にある唯二の宮殿である。